# Mrs. O'Malley and Mr. Malone
Pour plus de détails, voir Fiche technique et Distribution.
Mrs. O'Malley and Mr. Malone est un film américain réalisé par Norman Taurog, sorti en 1950.

## Fiche technique
- Titre : Mrs. O'Malley and Mr. Malone
- Réalisation : Norman Taurog
- Scénario : William Bowers et Stuart Palmer
- Photographie : Ray June
- Montage : Gene Ruggiero
- Musique : Adolph Deutsch
- Société de production : Metro-Goldwyn-Mayer
- Pays d'origine : États-Unis
- Format : Noir et blanc - 1,37:1 - Mono
- Genre : comédie
- Date de sortie : 1950

## Distribution
- Marjorie Main : Harriet 'Hattie' O'Malley
- James Whitmore : John J. Malone
- Ann Dvorak : Connie Kepplar
- Phyllis Kirk : Kay
- Fred Clark : Inspecteur Tim Marino
- Dorothy Malone : Lola Gillway
- Clinton Sundberg : Donald
- Douglas Fowley : Steve Kepplar
- Don Porter : Myron Brynk
- Jack Bailey : l'invité de l'émission
- James Burke : le conducteur de train
- Herb Vigran : le journaliste à la pipe